# 兵庫臨港線

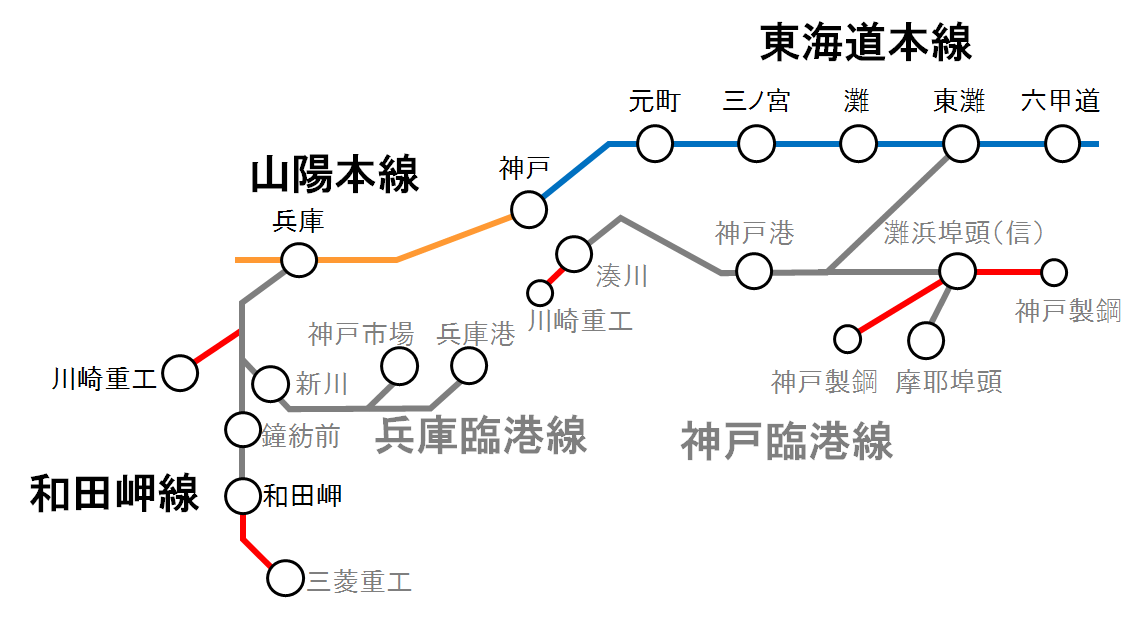
神戸臨港線と和田岬線、兵庫臨港線

兵庫臨港線（ひょうごりんこうせん）は、兵庫県神戸市内にあった日本国有鉄道（国鉄）山陽本線の貨物支線の通称である。兵庫駅を起点に新川駅を経て、神戸市場駅と兵庫港駅まで延びていた。神戸港西部（通称、兵庫港）の発展とともに臨港線から分岐する専用線が拡大したが、1980年代の鉄道貨物輸送縮小に伴い、1984年（昭和59年）に全線が廃止された。
かつて神戸市場駅と湊川駅（神戸臨港線）を接続し、兵庫駅をバイパスする「神戸海岸線」の計画があったが、実現しなかった。兵庫駅バイパス区間の用地買収は戦前に完了しており、現在も区画に名残をとどめる。

## 路線データ
- 路線距離（営業キロ）
  - 兵庫駅 - 神戸市場駅間2.7km
  - 新川駅 - 兵庫港駅間1.9km
- 軌間：1067mm
- 複線区間：なし（全線単線）
- 電化区間：なし（全線非電化）
- 閉塞方式：タブレット閉塞式によると思われる。

## 歴史
- 1911年（明治44年）11月1日 新川分岐点 - 新川間（0.4M≒0.64km）開業
- 1930年（昭和5年）4月1日 起点を新川分岐点から兵庫駅に変更、営業距離をマイル表記からメートル表記に変更（0.4M→1.6km）
- 1932年（昭和7年）12月16日 新川 - 神戸市場間 (1.2km) 延伸開業。兵庫 - 新川間改キロ (-0.1km)
- 1933年（昭和8年）6月21日 新川 - 兵庫港間 (1.9km) 開業
- 1984年（昭和59年）2月1日 全線廃止

## 駅一覧
括弧内は起点からの営業キロ
本線
兵庫駅 (0.0) - 新川駅 (1.5) - 神戸市場駅 (2.7)
支線
新川駅 (0.0) - 兵庫港駅 (1.9)